# Fleher Brücke
Fleher Brücke – most nad Renem, oddzielający Düsseldorf i Neuss. Przez niego przebiega autostrada A46.

## Historia
Most otwarto w 1979 roku. W 1991 roku poproszono Federalne Ministerstwo Transportu o zainstalowanie ochrony przed hałasem, ale prośba nie została spełniona. W 2003 roku podczas kontroli okazało się, że niektóre liny są zardzewiałe. Prace rozpoczęto w czerwcu 2006, a zakończono na początku 2010 roku. Kolejnym etapem remontu miała być renowacja pylonu, która miała się odbyć w 2011 roku. Przerwano ją ze względu pożaru na sąsiednim moście, który był jedynym objazdem. Do końca 2012 roku zbudowano barierę akustyczną o wysokości 1,50 cm. W marcu 2013 roku zaczęto dalszy remont. W październiku tegoż roku zmniejszono liczbę pasów do dwóch. Ponadto drogę pokryto nowym asfaltem. Pod koniec maja 2013 zainstalowano system kamer monitorujących prędkość, za które zapłaciło miasto. 18 listopada 2016 roku ogłoszono, że most nie może zostać dłużej zachowany z powodu przestarzałości konstrukcji, nowy zostanie wybudowany w połowie lat 30. 21. wieku.

## Galeria

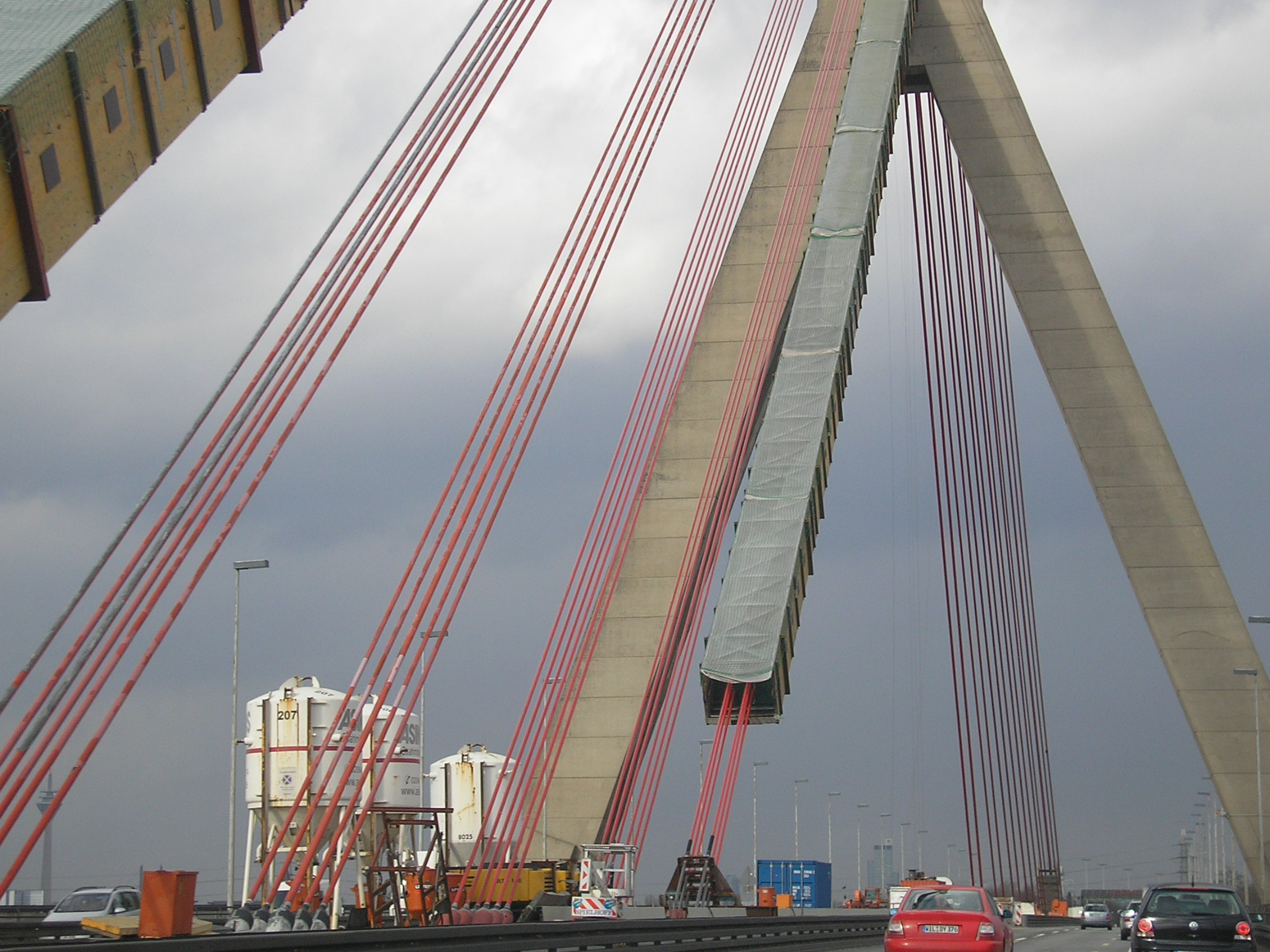
Wymiana lin w 2009
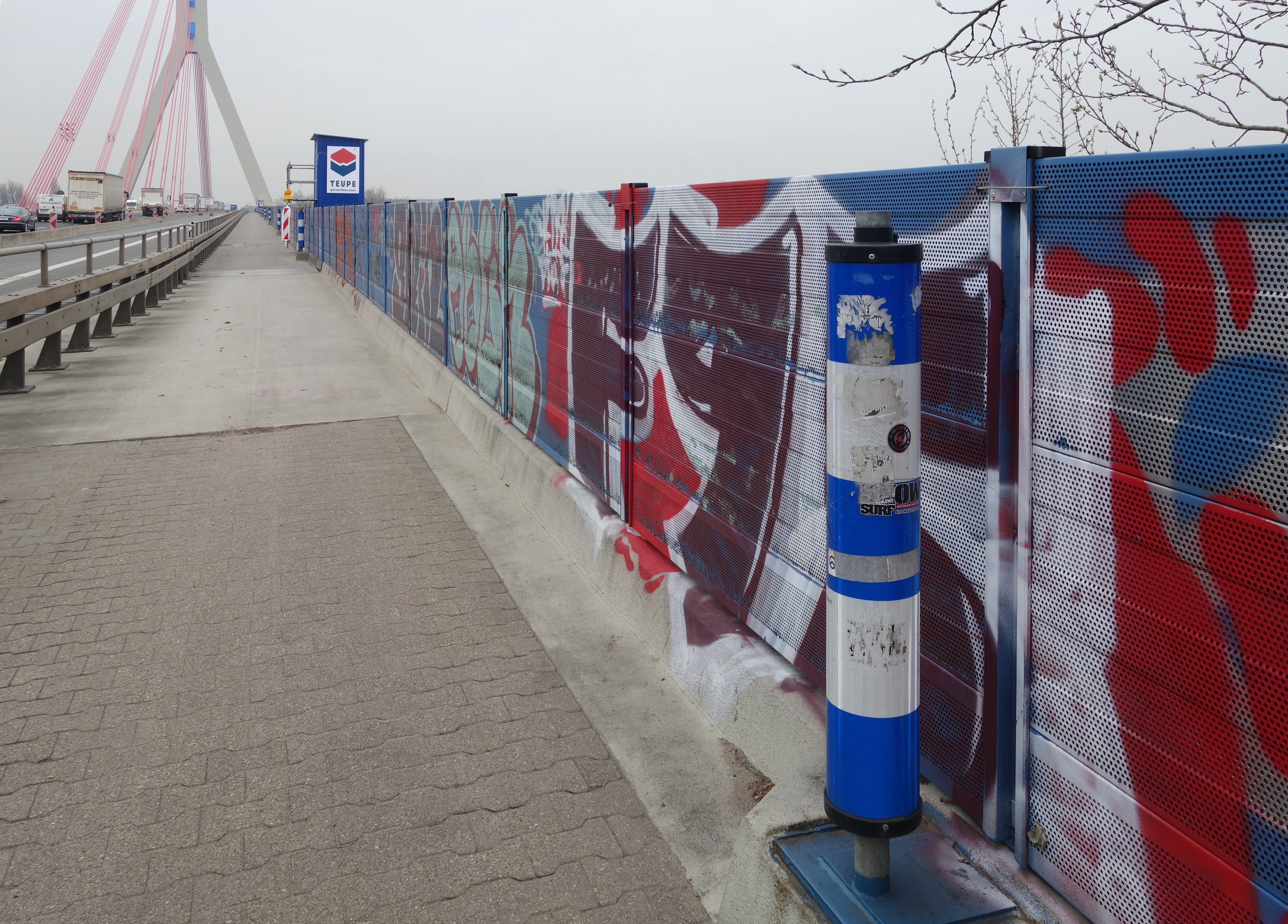
Bariera akustyczna
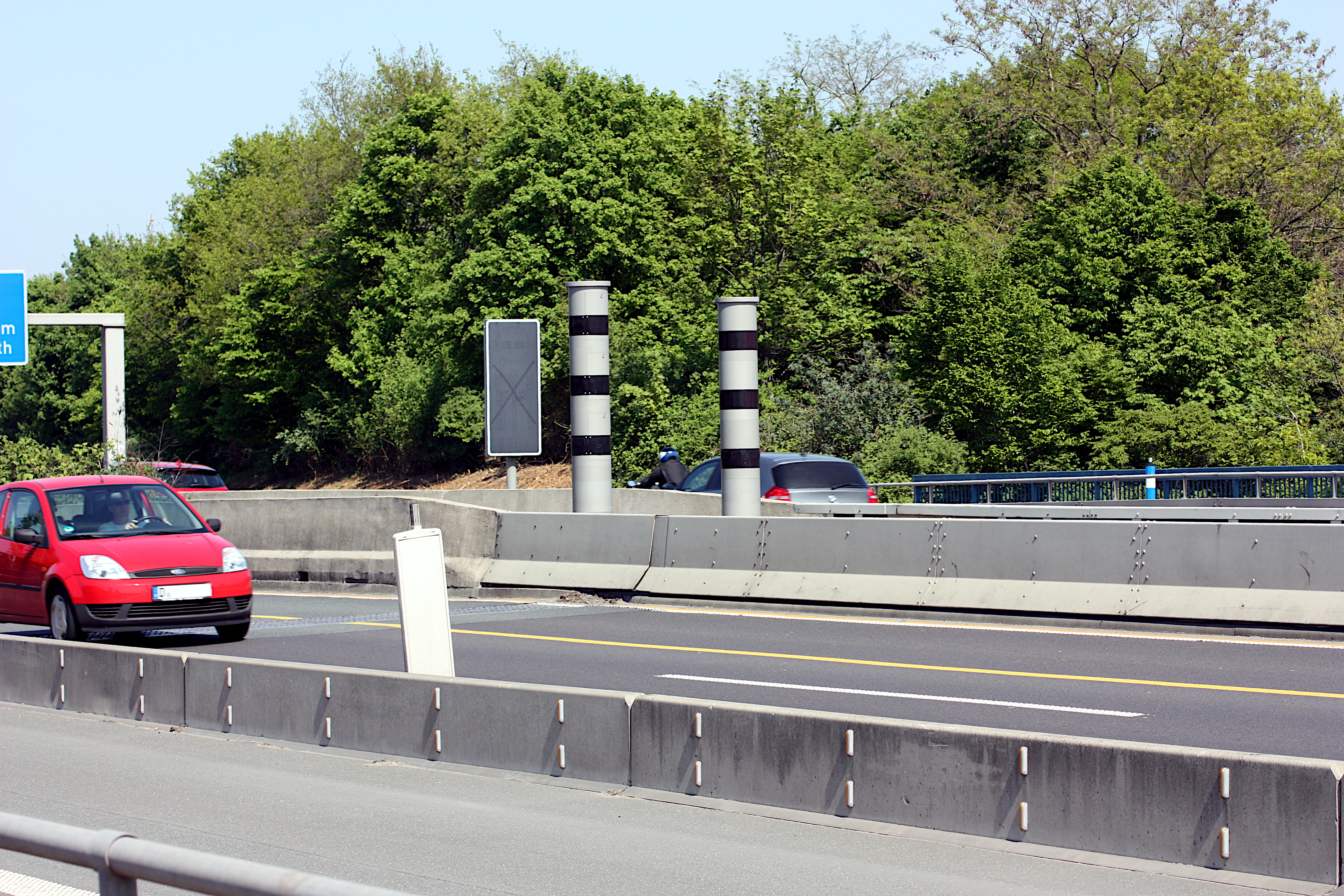
System pomiaru prędkości